# Espécie em perigo
Uma espécie em perigo é uma espécie que corre grave risco de extinção. A expressão é usada vagamente na linguagem coloquial para qualquer espécie com essa descrição, mas para biólogos conservacionistas ela se refere tipicamente às que estão classificadas como endangered pela Lista Vermelha da IUCN, onde é o mais severo estado de conservação para populações selvagens, a seguir ao estado Criticamente em perigo. Há cerca de 3 079 animais e 2 655 plantas classificadas nesse estado no mundo.

## Definição IUCN
Para ser qualificada como em perigo na lista vermelha, ela deve se enquadrar em qualquer um dos critérios (A - E), a seguir:
A: Redução do tamanho da população, em 10 anos ou três gerações, subdivididos em:
A1: Redução da população observada, estimada, inferida ou suspeita ≥ 70% no passado, onde as causas da redução sejam claramente reversíveis E compreendidas E tenham cessado;
A2: Redução da população observada, estimada, inferida ou suspeita ≥ 50% no passado em que as causas da redução podem não ter cessado OU podem não ser entendidas OU podem não ser reversíveis;
A3: Redução da população projetada, inferida ou suspeita de ser atingida no futuro (até um máximo de 100 anos) ≥ 50% [(a) não pode ser usado para A3];
A4: Redução da população observada, estimada, inferida, projetada ou suspeita ≥ 50%, quando o período de tempo deve incluir tanto o passado e o futuro (até um máximo de 100 anos no futuro) e, se as causas de redução podem não ter cessado ou ser entendidas OU ser reversíveis.
B: Distribuição geográfica na forma de B1 (extensão de ocorrência) E / OU B2 (área de ocupação):
B1: extensão de ocorrência: < 5 000 km2;
B2: área de ocupação: < 500 km2;
E ao menos duas das três condições a seguir:
Severamente fragmentada OU número de locais: = 5;
Declínio contínuo observado, estimado, inferido ou projetado em qualquer de: (i) a extensão de ocorrência, (ii) área de ocupação, (iii) área, extensão e / ou qualidade do habitat, (iv) o número de locais ou subpopulações, (v) o número de indivíduos maduros;
Variações extremas em qualquer de: (i) a extensão de ocorrência, (ii) área de ocupação, (iii) o número de locais ou subpopulações; (iv) número de indivíduos maduros.
C: Tamanho pequeno da população e declínio. Número de indivíduos maduros: < 2 500 E ao menos um de C1 ou C2:
C1: Declínio continuado, observado, estimado ou projetado de pelo menos (até um máximo de 100 anos no futuro.): 20% em três anos ou uma geração (o que for maior);
C2: Declínio continuado, observado, estimado, projetado ou inferido E pelo menos uma das seguintes três condições:
(a) Número de indivíduos maduros em cada subpopulação: ≤ 250
% de indivíduos maduros em cada subpopulação: 95 – 100%.;
(b) Variações extremas no número de indivíduos maduros;
D: Populações restritas ou muito pequenas. Número de indivíduos maduros: < 250;
E: Análise quantitativa. Indicativo da probabilidade de extinção na natureza a ser: ≥ 20% em 20 anos ou 5 gerações, o que for mais longo (máximo de 100 anos).